# Foia

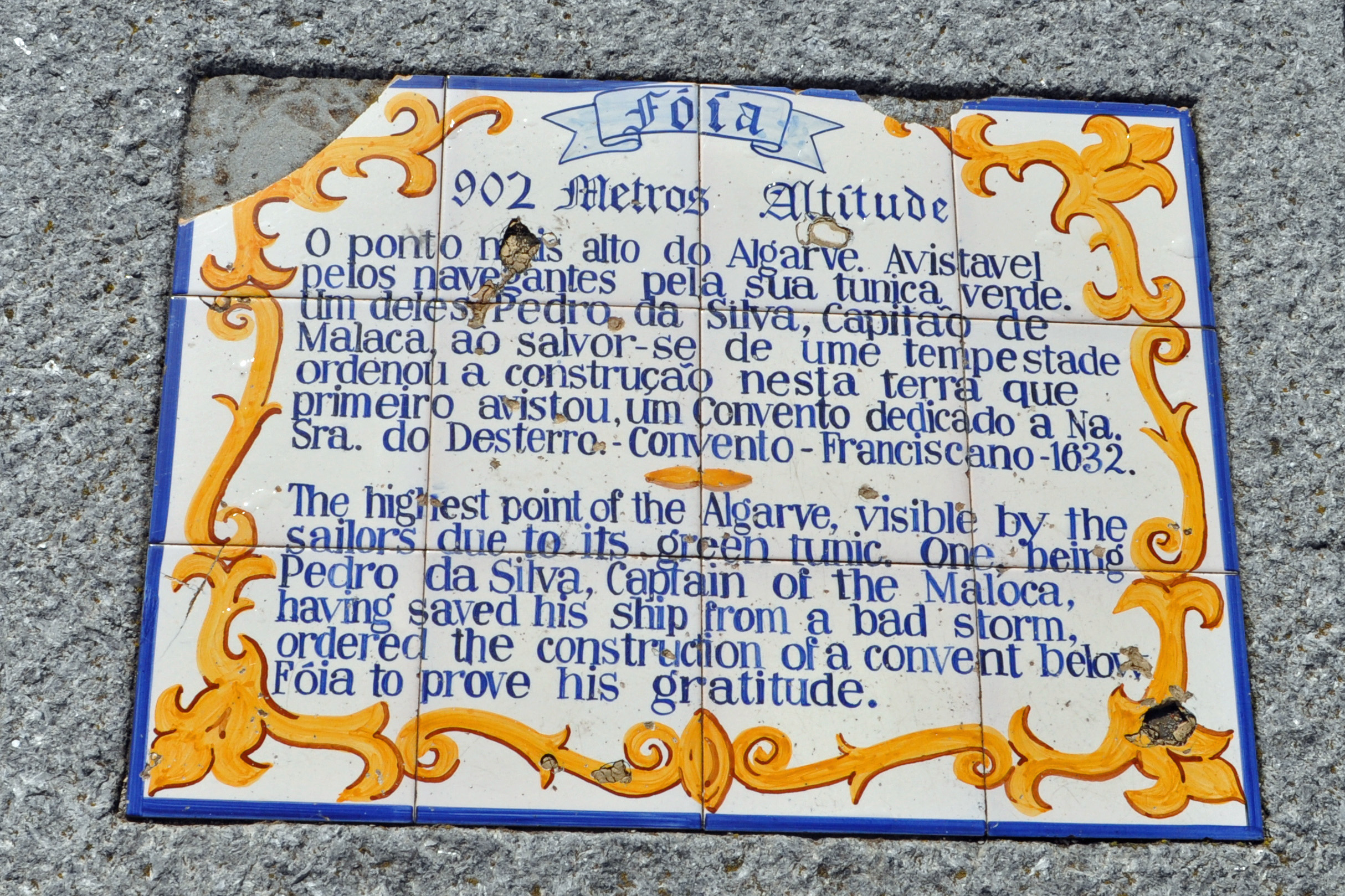
Placa de azulejos no Alto da Foia que fazem referência à promessa que levou à edificação do Convento de Nossa Senhora do Desterro

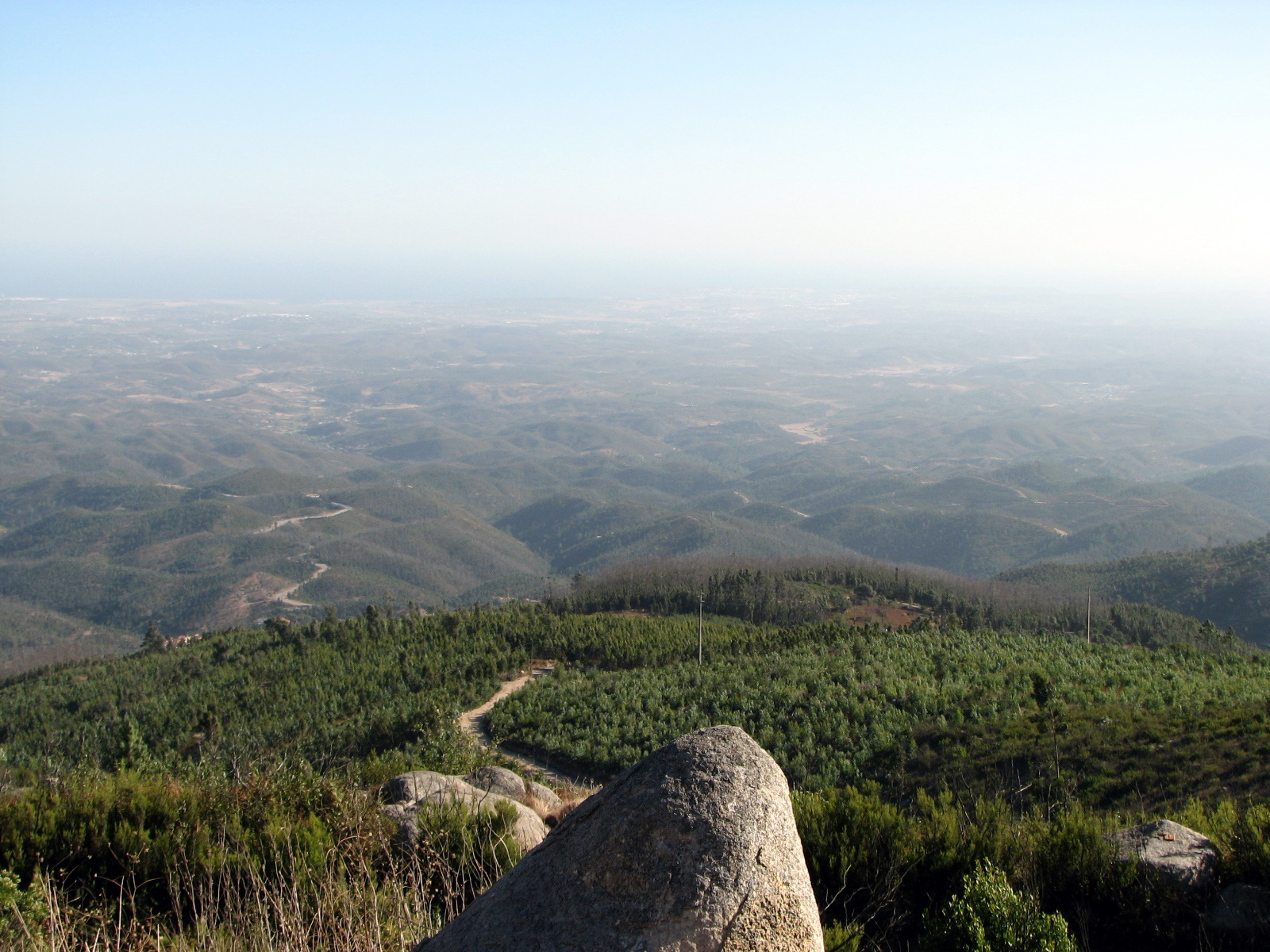
Vista a partir do Alto da Foia

Foia (antes do Acordo Ortográfico, Fóia) é o ponto mais alto do Algarve, situado na serra de Monchique. É acessível por estrada a partir da vila de Monchique. Tem 902 m de altitude e uma proeminência topográfica de 739 m e um isolamento topográfico de 172,69 km (o pico mais alto mais próximo é o Almonaster, em Espanha).
Nos dias claros é possível ver o oceano Atlântico. No alto da Foia encontram-se os principais equipamentos de transmissão de telecomunicações para a região do Algarve (os outros, para reforço, encontram-se no Cerro de São Miguel).
A Foia é, anualmente, um dos finais de etapa da Volta ao Algarve em Bicicleta.

## Estruturas de telecomunicações
O Emissor da Foia é um posto transmissor de sinal de televisão terrestre, e está integrado no Sítio de Interesse Comunitário de Monchique, no âmbito do Plano Sectorial da Rede Natura 2000.

### Emissões de televisão digital terrestre
| Frequência | UHF | kW    | Multiplex                                                                       |
| ---------- | --- | ----- | ------------------------------------------------------------------------------- |
| 754 MHz    | 56  | 1,600 | TDT Portugal MUX A (RTP1, RTP2, SIC, TVI, ARTV (Canal Parlamento), RTP Memória) |

### Emissões de rádio FM
| Frequência | kW  | Estação          |
| ---------- | --- | ---------------- |
| 88.1 MHz   | 10  | Rádio Comercial  |
| 88.9 MHz   | 25  | Antena 1         |
| 91.5 MHz   | 25  | Antena 2         |
| 97.1 MHz   | 0.5 | Mega Hits FM     |
| 98.6 MHz   | 12  | Rádio Renascença |
| 101.9 MHz  | 25  | Antena 3         |
| 104.9 MHz  | 12  | RFM              |
| 107.1 MHz  | 10  | M80 Rádio        |

### História do Emissor da Foia
Como parte das operações da Revolução de 25 de Abril de 1974, o CICA (Centro de Instrução de Condução-Auto) n.º 5 foi destacado para a missão Banguecoque, que consistia em desligar as antenas de comunicações na Foia. Nesta missão participaram três oficiais do Movimento das Forças Armadas: os capitães José Glória Alves e Filipe Alves, e o o major Carlos Branco, que era o segundo comandante da unidade. As torres da Foia eram de grande importância, pois eram utilizadas por várias organizações estatais, como a Guarda Nacional Republicana, Guarda Fiscal, a Polícia Internacional e de Defesa do Estado, e a Legião Portuguesa.
A 11 de Janeiro de 2012 foi desligado o emissor de sinal analógico de televisão da Foia, na sequência do programa de introdução em Portugal da Televisão Digital Terrestre. Nessa altura, o emissor de televisão da Foia servia vários municípios no Alentejo e no Algarve. No entanto, este processo ficou envolvido em polémica devido à deficiente cobertura da rede da Televisão Digital Terrestre nas zonas atingidas, tendo vários consumidores ficado sem sinal televisivo. De forma a resolver alguns dos problemas, foi instalado um retransmissor na Picota, mas algumas zonas ainda ficaram sem cobertura, principalmente na freguesia de Alferce. De forma a continuarem a ter acesso à televisão, estes núcleos viram-se forçados a adquirir equipamentos para receber o sinal via satélite, solução que foi criticada devido ao elevado preço dos aparelhos, uma vez que a maior parte das populações não cobertas pelo retransmissor da Picota eram de idade avançada e de baixos recursos financeiros.